# Let There Be Rock: The Movie - Live in Paris
A Let There Be Rock: The Movie – Live in Paris az ausztrál AC/DC együttes koncertalbuma, amely a Bonfire box set részeként jelent meg 1997-ben. Az élő felvételt, amely eredetileg az 1980-ban bemutatott Let There Be Rock koncertfilm alapjául szolgált, 1979. december 9-én, a párizsi Le Pavillon de Paris csarnokban készítették.

## Az album dalai
Első CD
1. Live Wire – 8:04
2. Shot Down In Flames – 3:39
3. Hell Ain't a Bad Place to Be – 4:31
4. Sin City – 5:25
5. Walk All Over You – 5:06
6. Bad Boy Boogie – 13:20

Második CD
1. The Jack – 6:05
2. Highway to Hell – 3:30
3. Girls Got Rhythm – 3:20
4. High Voltage – 6:32
5. Whole Lotta Rosie – 4:55
6. Rocker – 10:45
7. T.N.T. – 4:13
8. Let There Be Rock – 7:34

## Közreműködők
- Bon Scott – ének
- Angus Young – szólógitár
- Malcolm Young – ritmusgitár
- Cliff Williams – basszusgitár
- Phil Rudd – dob

## Külső hivatkozások
- Bonfire – AC-DC.net
- Murray Enleheart, Arnaud Durieux: AC/DC Maximum Rock & Roll ISBN 978-963-87481-1-9 ShowTime Budapest, 2007 (magyarul)